# UFC Fight Night: Florian vs. Gomi
UFC Fight Night: Florian vs. Gomi (también conocido como UFC Fight Night 21) fue un evento de artes marciales mixtas celebrado por Ultimate Fighting Championship  el 31 de marzo de 2010 en el Bojangles Coliseum en Charlotte, Carolina del Norte.

## Historia
Cole Miller fue programado para enfrentarse a Andre Winner, pero se vio obligado a salir de la tarjeta por una lesión y fue reemplazado por Rafaello Oliveira.
Se produjo un breve apagón en el Bojangles Coliseum cuando la pelea entre Roy Nelson y Stefan Struve era anunciada.

## Premios extras
Cada peleador recibió un bono de $30,000.
- Pelea de la Noche: Ross Pearson vs. Dennis Siver
- KO de la Noche: Roy Nelson
- Sumisión de la Noche: Kenny Florian